# Судноплавство у Стародавньому Єгипті

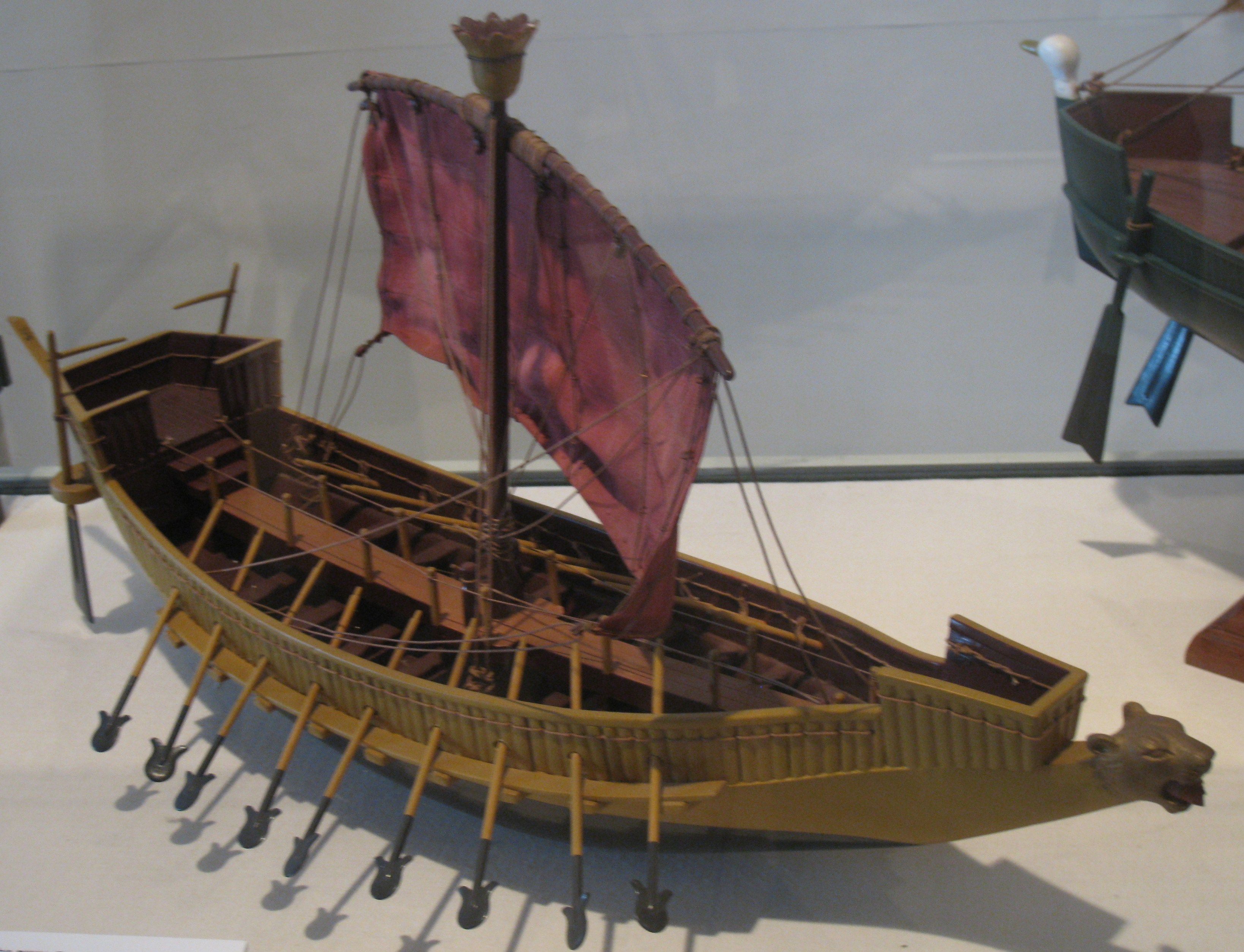
Модель давньоєгипетського військового корабля епохи Рамсеса III (близько 1185-1153 до н. е.)

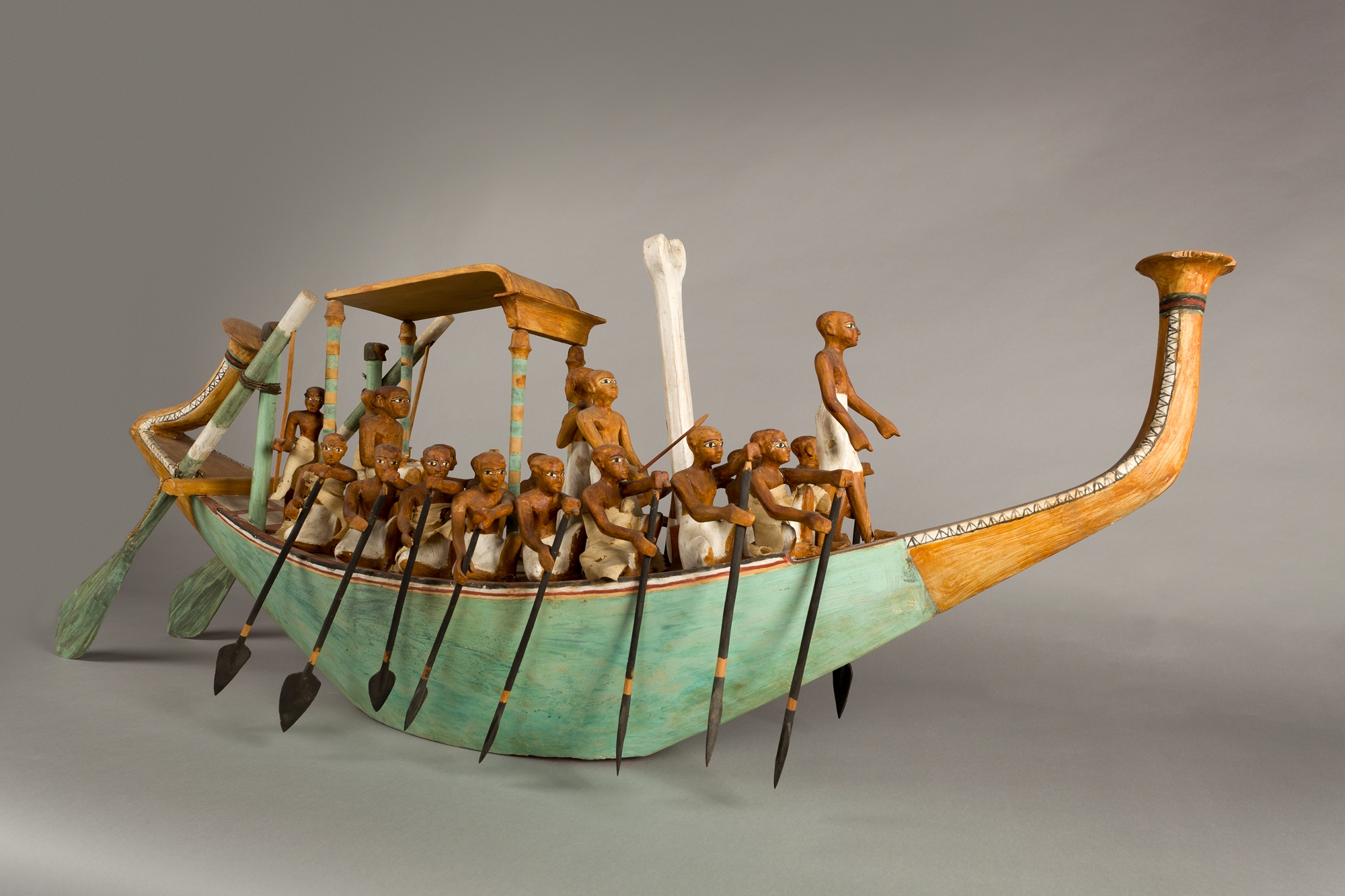
Модель човна з гробниці Мекетра, бл. 1981-1975 до н. е. Стародавній Єгипет. Метрополітен-музей

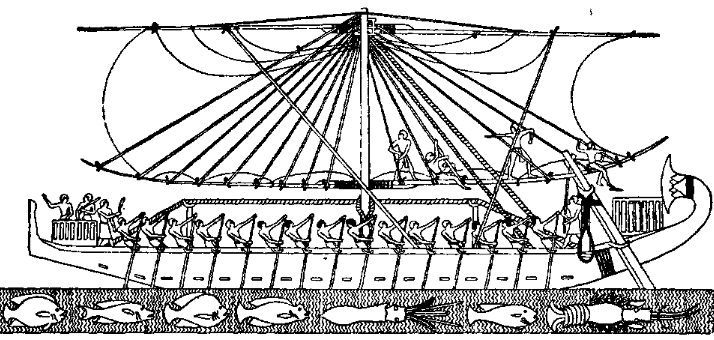
Єгипетський морський корабель XV ст. до н. е. Проріс барельєфа із заупокійного храму Хатшепсут у Дейр ель-Бахрі

Судноплавство в Стародавньому Єгипті мало важливу роль як для економіки країни, так і в соціальному та суспільному житті.

## Еволюція плавальних засобів
Тростникові плоти і маленькі човни у вигляді серпа, що керувалися веслами, були першими відомими засобами пересування по воді, що існували в Стародавньому Єгипті. Вони увійшли у повсюдне використання і були популярні серед рибалок, а також служили для переправ через численні болота та канали. Під час щорічних розливів Нілу ці човни були предметом першорядної ваги, тому що села Верхнього Єгипту перетворювалися на острови.
У 2000 французький підводний археолог Франк Годьо  і його команда виявили в порту Геракліона 64 корабля - найбільший цвинтар античних суден за всю історію археології. Серед них — флотилія з 12 однотипних суден, побудована в VI—II століттях до н. е. з деревини акації нільської. Їхня довжина від носа до корми становить 26 метрів. Незважаючи на плоский і вузький корпус, вони мають гарні морехідні якості для плавання в прибережних морських водах завдяки керму з потужною лопатою, вітрильною щоглою і гострим кілем. Згідно з дослідженнями А. А. Бєлова, «Ship 17» являє собою судно «Барис», описане Геродотом.

## Торгівля
Водні маршрути в Стародавньому Єгипті були безпечними та дешевими, що й робило судноплавство таким важливим для давньоєгипетської економіки.

## Міфологія
Давньоєгипетські човни знайшли своє відображення і в міфології. Бог сонця Ра перетинав щодня небо на двох човнах — Атет і Сектет.